# Médaille pour la Défense de Léningrad
La médaille pour la Défense de Léningrad (en russe : Медаль За оборону Ленинграда) est une décoration militaire de l'URSS, créée en 1942, pour commémorer le siège de Léningrad et rendre hommage à ceux qui par leur action militaire ou civile ont contribué à repousser les troupes allemandes. Elle fut créée en même temps que les médailles pour la défense d'Odessa, la défense de Sébastopol, la défense de Stalingrad.

## Historique
La demande de création de ce type de décoration fut exprimée par le Commissariat du peuple à la Défense de l'URSS auprès du Soviet suprême de l'Union soviétique en automne 1942. Le 24 novembre 1942, un oukase fut rédigé concernant l'émise des médailles, stipulant qu'elles peuvent être décernées à tous les militaires ayant participé aux combats lors du siège de Léningrad, ainsi qu'aux civils qui travaillaient à la construction des lignes de fortification, à la fabrication des munitions et du matériel militaire, à la prévention des incendies lors des bombardements sur la ville, à l'organisation du transport et du service d'approvisionnement, aux soins des blessés et enfants. La médaille peut également être décernée aux enfants mineurs. La date officielle de la création de cette médaille est le 22 décembre 1942. L'auteur du design est Nikolaï Moskalev (ru). Jusqu'en 1945, environ 600 000 léningradois et défenseurs de la ville avaient reçu la médaille. Le registre en six volumes avec leurs noms et données personnelles était conservé au musée du Siège de Léningrad. Plus tard, il fut perdu. En 1985, le recensement a révélé 1 470 000 de personnes décorées.

## Description
Médaille en laiton de forme ronde de 32 mm de diamètre. Sur l'avers se trouve le relief d'un groupe d'un soldat,d'un marin, d'un ouvrier et d'une ouvrière armés de baïonnettes devant le bâtiment de l'Amirauté de Saint-Pétersbourg. Au-dessus de cette composition la description Pour la défense de Léningrade. Au verso, le symbole de Faucille et marteau sous lequel la description Pour notre patrie soviétique (За нашу Советскую Родину!). Une maille relie la médaille au ruban de soie moirée couleur olive de 24 mm de large avec une rayure verte de 2 mm au centre. Sur le revers du ruban une épingle est fixée afin de maintenir la décoration au vêtement.

## Port de la médaille
La décoration se porte épinglée sur le côté gauche du vêtement. Parmi d'autres médailles elle se place à droite de la médaille pour la défense d'Odessa.